# Aire urbaine de Saint-Avold (partie française)
L'aire urbaine de Saint-Avold (partie française) est une aire urbaine française centrée sur l'unité urbaine de Saint-Avold (partie française). Composée de neuf communes mosellanes, elle comptait 37 041 habitants en 2013.
Lors du découpage de la France en aire urbaine que l'INSEE avait effectué en 1999, Saint-Avold et Creutzwald étaient considérés comme les deux pôles d'une agglomération plus importante, l'aire urbaine de Saint-Avold-Creutzwald. Depuis le découpage de 2010, les deux communes sont considérées comme les communes principales de deux unités et aires urbaines différentes.

## Composition selon la délimitation de 2010
| Nom                 | Code Insee | Statut | Superficie (km2) | Population (dernière pop. légale) | Densité (hab./km2) |
| ------------------- | ---------- | ------ | ---------------- | --------------------------------- | ------------------ |
| Saint-Avold (siège) | 57606      |        | 35,48            | 14 828 (2022)                     | 418                |
| Altviller           | 57015      |        | 4,85             | 531 (2022)                        | 109                |
| Carling             | 57123      |        | 2,67             | 3 332 (2022)                      | 1 248              |
| Folschviller        | 57224      |        | 9,46             | 3 937 (2022)                      | 416                |
| L'Hôpital           | 57336      |        | 3,99             | 5 179 (2022)                      | 1 298              |
| Lachambre           | 57373      |        | 7,86             | 913 (2022)                        | 116                |
| Laudrefang          | 57386      |        | 4,7              | 339 (2022)                        | 72                 |
| Macheren            | 57428      |        | 16,95            | 2 827 (2022)                      | 167                |
| Valmont             | 57690      |        | 9,24             | 2 951 (2022)                      | 319                |

## Caractéristiques de l'aire urbaine de Saint-Avold-Creutzwald en 1999
D'après la définition qu'en donne l'INSEE, l'aire urbaine de Saint-Avold-Creutzwald est composée de 20 communes, situées dans la Moselle. Ses 65 139 habitants font d'elle la 145e aire urbaine de France.
9 communes de l'aire urbaine sont des pôles urbains.
Le tableau suivant détaille la répartition de l'aire urbaine sur le département (les pourcentages s'entendent en proportion du département) :
| Département | Communes | Communes (%) | Superficie (km²) | Superficie (%) | Population (2012) | Population (%) |
| ----------- | -------- | ------------ | ---------------- | -------------- | ----------------- | -------------- |
| Moselle     | 20       | 3,6          | 212,39           | 2,1            | 65 139            | 6,1            |

L'aire urbaine de Saint-Avold-Creutzwald est rattachée à l'espace urbain Est.